# Below Deck : La Vie à Bord
 (avril 2024).
La mise en forme du texte ne suit pas les recommandations de Wikipédia : il faut le « wikifier ».
Les points d'amélioration suivants sont les cas les plus fréquents :
- Les titres sont pré-formatés par le logiciel. Ils ne sont ni en capitales, ni en gras.
- Le texte ne doit pas être écrit en capitales (les noms de famille non plus), ni en gras, ni en italique, ni en « petit »…
- Le gras n'est utilisé que pour surligner le titre de l'article dans l'introduction, une seule fois.
- L'italique est rarement utilisé : mots en langue étrangère, titres d'œuvres, noms de bateaux, etc.
- Les citations ne sont pas en italique mais en corps de texte normal. Elles sont entourées par des guillemets français : « et ».
- Les listes à puces sont à éviter, des paragraphes rédigés étant largement préférés. Les tableaux sont à réserver à la présentation de données structurées (résultats, etc.).
- Les appels de note de bas de page (petits chiffres en exposant, introduits par l'outil «  Source ») sont à placer entre la fin de phrase et le point final[comme ça].
- Les liens internes (vers d'autres articles de Wikipédia) sont à choisir avec parcimonie. Créez des liens vers des articles approfondissant le sujet. Les termes génériques sans rapport avec le sujet sont à éviter, ainsi que les répétitions de liens vers un même terme.
- Les liens externes sont à placer uniquement dans une section « Liens externes », à la fin de l'article. Ces liens sont à choisir avec parcimonie suivant les règles définies. Si un lien sert de source à l'article, son insertion dans le texte est à faire par les notes de bas de page.
- La présentation des références doit suivre les conventions bibliographiques. Il est recommandé d'utiliser les modèles {{Ouvrage}}, {{Chapitre}}, {{Article}}, {{Lien web}} et/ou {{Bibliographie}}. Le mode d'édition visuel peut mettre en forme automatiquement les références.
- Insérer une infobox (cadre d'informations à droite) n'est pas obligatoire pour parachever la mise en page.

Pour une aide détaillée, merci de consulter Aide:Wikification.
Si vous pensez que ces points ont été résolus, vous pouvez retirer ce bandeau et améliorer la mise en forme d'un autre article.
Below Deck - La Vie à Bord (Below Deck) est une émission de télé-réalité américaine diffusée sur la chaîne télévisée Bravo depuis le 1er juillet 2013.
La série compte plusieurs spin-offs : Below Deck Méditerranée, Below Deck : Sailing Yacht, Below Deck : Australie, et Below Deck Aventure.

## Concept
En plein cœur des Caraïbes, le jeune équipage d'un yacht de croisière de luxe navigue sur les eaux troubles de l'amour, tout en gérant les exigences des passagers et en affrontant bien d'autres remous dramatiques…

## Participants

### Saison 1: Honor
Équipage :
- Lee Rosbach – Capitaine[3]
- Aleks Taldykin – 1er Officier
- Ben Robinson – Chef Cuisinier
- Adrienne Gang – Cheffe Hôtesse/stewardess
- C.J. LeBeau – Ingénieur en second
- Kat Held – 2e Hôtesse/stewardess
- Samantha Orme – 3e Hôtesse/stewardess
- Eddie Lucas – 1er Matelot
- David Bradberry – 2ème Matelot

### Saison 2: Ohana
Équipage:
- Lee Rosbach – Capitaine[3]
- Ben Robinson – Chef Cuisinier
- Kate Chastain – Cheffe Hôtesse/stewardess
- Kat Held – 2e Hôtesse/stewardess
- Amy Johnson – 3e Hôtesse/stewardess
- Eddie Lucas – Maître d'équipage
- Kelley Johnson – Ingénieur en second
- Andrew Sturby – Matelot (épisodes 1–4)
- Logan Reese – Matelot (épisodes 8–11)
- Jennice Ontiveros – Matelot

### Saison 3: Eros
Équipage:
- Lee Rosbach – Capitaine[3]
- Leon Walker – Chef Cuisinier (épisodes 1–10)
- Ben Robinson – Chef Cuisinier (épisodes 10–13)
- Kate Chastain – Cheffe Hôtesse/stewardess
- Don Abenante – Matelot/Ingénieur en second (épisodes 1–4)
- Amy Johnson – 2e Hôtesse/stewardess
- Raquel “Rocky” Dakota – 3e Hôtesse/stewardess
- Eddie Lucas – Maître d'équipage
- Connie Arias – Matelot
- Emile Kotze – Matelot
- Dane Jackson – Matelot (épisodes 5–8)
- David Bradberry – Matelot (épisodes 11–13)

### Saison 4: Valor
Équipage:
- Lee Rosbach – Capitaine[3]
- Ben Robinson – Chef Cuisinier
- Kate Chastain – Cheffe Hôtesse/stewardess
- Emily Warburton-Adams – 2e Hôtesse/stewardess
- Sierra Storm – 3e Hôtesse/stewardess
- Kelley Johnson – Maître d'équipage
- Trevor Walker – 1er Matelot/ingénieur en second (épisodes 1–2), Matelot (épisodes 3–4)
- Nico Scholly – Matelot (épisodes 1–12), 1er Matelot (épisodes 12–14)
- Lauren Burchell – Matelot
- Kyle Dixon – Matelot (épisodes 5–14)

### Saison 5: Valor
Équipage :
- Lee Rosbach – Capitaine[3]
- Matt Burns – Chef Cuisinier
- Kate Chastain – Cheffe Hôtesse/stewardess
- Brianna Adekeye – 2e Hôtesse/stewardess
- Jen Howell – 3e Hôtesse/stewardess
- EJ Jansen – Maître d'équipage (épisodes 5–11)
- Nico Scholly – Chef de pont (épisodes 1–14), Maître d'équipage (épisodes 14)
- Chris Brown – Matelot (épisodes 1–6)
- Bruno Duarte – Matelot
- Baker Manning – Matelot
- Kyle Dixon – Matelot (épisodes 11–14)

### Saison 6: My Seanna
Équipage :
- Lee Rosbach – Capitaine[3]
- Adrian Martin – Chef Cuisinier
- Kate Chastain – Cheffe Hôtesse/stewardess
- Josiah Carter – 2e Hôtesse/stewardess
- Caroline Bedol – 3e Hôtesse/stewardess (épisodes 1–9)
- Laura Betancourt – 3e Hôtesse/stewardess (épisodes 10–16)
- Chandler Brooks – Maître d'équipage (épisodes 1–9)
- Ross Inia – Chef de pont (épisodes 1–8), Maître d'équipage (épisodes 9–16)
- Ashton Pienaar – Matelot
- Rhylee Gerber – Matelot
- Tyler Rowland – Matelot (épisodes 10–16)

### Saison 7: Valor
Équipage :
- Lee Rosbach – Capitaine[3]
- Kevin Dobson – Chef Cuisinier
- Kate Chastain – Cheffe Hôtesse/stewardess
- Simone Mashile – 2e Hôtesse/stewardess
- Courtney Skippon – 3e Hôtesse/stewardess (épisodes 1–10), 2e Hôtesse de bord (épisodes 11–18)
- Ashton Pienaar – Maître d'équipage
- Brian de Saint Pern – Chef de pont
- Tanner Sterback – Matelot
- Abbi Murphy – Matelot (épisodes 1–6)
- Rhylee Gerber – Matelot (épisodes 8–18)

### Saison 8: My Seanna
Équipage :
- Lee Rosbach – Capitaine[4]
- Rachel Hargrove – Chef Cuisinier
- Francesca Rubi – Cheffe Hôtesse/stewardess
- Elizabeth Frankini – Hôtesse/stewardess (épisodes 1–3), 2e Hôtesse/stewardess (épisodes 3–8), Hôtesse/stewardess (épisodes 9–15)
- Ashling Lorger – 3e Hôtesse/stewardess (épisodes 3–8), Hôtesse/stewardess (épisodes 9–16)
- Isabelle "Izzy" Wouters – Hôtesse/stewardess (épisodes 1–3), Matelot (épisodes 3–13), 1er Matelot (épisodes 13–16)
- Eddie Lucas – Maître d'équipage (épisodes 1–16), 1er Officier (épisode 16)
- James Hough – Matelot
- Shane Coopersmith – Matelot (épisodes 1–7)
- Avery Russell – Matelot (épisode 1)
- Robert Phillips – Matelot (épisodes 8–16)

### Saison 9: My Seanna
Équipage :
- Sean Meagher – Capitaine (épisodes 1–2)[5]
- Lee Rosbach – Capitaine (épisodes 2–14)
- Eddie Lucas – 1er Officier
- Rachel Hargrove – Cheffe Cuisinière
- Heather Chase – Cheffe Hôtesse/stewardess
- Fraser Olender – 2e steward
- Jessica Albert – 3e Hôtesse/stewardess (épisodes 1–9)
- Kaylee Milligan – 3e Hôtesse/stewardess (épisodes 12–14)
- Jake Foulger – Matelot (épisodes 1–3), 1er Matelot (épisodes 3–14)
- Rayna Lindsey – Matelot
- Wes O'Dell – Matelot

### Saison 10: St. David
Équipage :
- Lee Rosbach – Capitaine (épisodes 1–5, 14–17)[6]
- Sandra "Sandy" Yawn – Capitaine (épisodes 5–14)
- Rachel Hargrove – Cheffe Cuisinière
- Fraser Olender – Chef Steward
- Alissa Humber – 2e Hôtesse/stewardess (épisodes 1–13)
- Leigh-Ann Smith – 2e Hôtesse/stewardess (épisodes 14–17)
- Hayley De Sola Pinto – 3e Hôtesse/stewardess
- Camille Lamb – Matelot/Hôtesse de bord (épisodes 1–6), Hôtesse/stewardess (épisodes 6–9)
- Tyler Walker – Matelot/Steward de bord (épisodes 10–17)
- Ross McHarg – Maître d'équipage
- Ben Willoughby – Matelot (épisodes 1–4), 1er Matelot (épisodes 5–17)
- Katie Glaser – Matelot
- Luis Antonio "Tony" Duarte – Matelot

### Saison 11: St. David
Équipage :
- Kerry Titheradge – Capitaine[7]
- Anthony Iracane – Chef Cuisinier (épisodes 1-12)
- Nick Tatlock – Chef Cuisinier (épisodes 13–17)
- Fraser Olender – Chef Steward
- Xandi Olivier – Hôtesse/stewardess (épisodes 1–4), 2e Hôtesse/stewardess (episodes 5–)
- Barbie Pascual – Hôtesse/stewardess
- Cat Baugh – Hôtesse/stewardess (épisodes 1–7)
- Paris Fiels – Hôtesse/stewardess (épisodes 10–17)
- Jared Woodin – Maître d'équipage (épisodes 1–7)
- Ben Willoughby – 1er Matelot (épisodes 1–7), Maître d'équipage (épisodes 7–17)
- Marie "Sunny" Marquis – Matelot (épisodes 1-11), Chef de pont (épisodes 11-17)
- Kyle Stillie – Matelot
- Dylan Pierre De Villiers - Matelot (épisodes 8–17)